# První vláda Sebastiana Kurze
První vláda Sebastiana Kurze byla vláda Rakouské republiky vedená spolkovým kancléřem Sebastianem Kurzem. Úřadovala od prosince 2017 do června 2019 na koaličním půdorysu lidové strany (ÖVP) a Svobodných (FPÖ), jejichž předseda Heinz-Christian Strache se stal vicekancléřem. Vláda vzešla z předčasných parlamentních voleb v říjnu 2017. K dohodě na programu a obsazení funkcí došlo 16. prosince 2017 a dva dny poté jmenoval prezident republiky Alexander Van der Bellen členy kabinetu do funkcí.
Konec vlády započal aférou Ibiza v květnu 2019, kdy na tajně pořízené nahrávce měl Strache údajně nabízet veřejné zakázky rodině ruského oligarchy výměnou za podporu FPÖ ve volbách. Heinz-Christian Strache ohlásil 18. května 2019 rezignaci na členství ve vládě a Kurz vypověděl koaliční smlouvu s FPÖ. Dva dny poté odvolal kancléř i ministra vnitra Herberta Kickla za Svobodné, který byl hlavním nadřízeným nad vyšetřováním kauzy. V reakci na to opustili vládu všichni ministři za FPÖ. Kurzův jednobarevný kabinet pak 27. května téhož roku nezískal důvěru v parlamentu. Prezident van der Bellen jmenoval 3. června 2019 úřednickou vládu kancléřky Brigitte Bierleinové.
Po předčasných parlamentních volbách v září 2019, v nichž vyhráli lidovci, sestavil Kurz druhý kabinet v koalici se Zelenými Wernera Koglera. Vznik vlády byl oznámen na začátku roku 2020.

## Členové vlády
| Jméno                    | Strana        | Úřad                                                            | Období ve funkci  | Období ve funkci |
| Jméno                    | Strana        | Úřad                                                            | nástup            | odchod           |
| ------------------------ | ------------- | --------------------------------------------------------------- | ----------------- | ---------------- |
| Sebastian Kurz           | ÖVP           | Kancléř Rakouska                                                | 18. prosince 2017 | 28. května 2019  |
| Hartwig Löger            | ÖVP           | Ministr financí (2017–2019) Zastupující kancléř Rakouska (2019) | 18. prosince 2017 | 3. června 2019   |
| Heinz-Christian Strache  | FPÖ           | Vicekancléř                                                     | 18. prosince 2017 | 22. května 2019  |
| Eckart Ratz              | nezávislý     | Ministr vnitra                                                  | 22. května 2019   | 3. června 2019   |
| Herbert Kickl            | FPÖ           | Ministr vnitra                                                  | 18. prosince 2017 | 22. května 2019  |
| Karin Kneisslová         | nestr. za FPÖ | Ministryně zahraničí                                            | 18. prosince 2017 | 3. června 2019   |
| Josef Moser              | nestr. za ÖVP | Ministr spravedlnosti                                           | 18. prosince 2017 | 3. června 2019   |
| Johann Luif              | nezávislý     | Ministr obrany                                                  | 22. května 2019   | 3. června 2019   |
| Mario Kunasek            | FPÖ           | Ministr obrany                                                  | 18. prosince 2017 | 22. května 2019  |
| Heinz Faßmann            | nestr. za ÖVP | Ministr školství                                                | 18. prosince 2017 | 3. června 2019   |
| Walter Pöltner           | nezávislý     | Ministr zdravotnictví, práce a sociálních věcí                  | 22. května 2019   | 3. června 2019   |
| Beate Hartinger-Kleinová | FPÖ           | Ministryně zdravotnictví, práce a sociálních věcí               | 18. prosince 2017 | 22. května 2019  |
| Valerie Hacklová         | nezávislá     | Ministryně dopravy                                              | 22. května 2019   | 3. června 2019   |
| Norbert Hofer            | FPÖ           | Ministr dopravy                                                 | 18. prosince 2017 | 22. května 2019  |
| Elisabeth Köstingerová   | ÖVP           | Ministryně zemědělství a životního prostředí                    | 18. prosince 2017 | 3. června 2019   |
| Margarete Schramböcková  | ÖVP           | Ministryně hospodářství                                         | 8. ledna 2018     | 3. června 2019   |
| Juliane Bogner-Straußová | ÖVP           | Ministryně státní správy a sportu                               | 22. května 2019   | 3. června 2019   |